# Superammasso del Dragone
Il Superammasso del Dragone è un superammasso di galassie situato in direzione dell'omonima costellazione, molto distante e ben al di là del Complesso di superammassi dei Pesci-Balena, ad oltre 2 miliardi di anni luce.
Le dimensioni del superammasso raggiungono i 410 milioni di anni luce e si stima una massa pari a 1017 M☉.
Tra i membri del superammasso fanno parte gli ammassi di galassie: Abell 1289, Abell 1302, Abell 1322, Abell 1366, Abell 1402, Abell 1406, Abell 1421, Abell 1432, Abell 1446, Abell 1477, Abell 1518, Abell 1559, Abell 1566, Abell 1621, Abell 1646 e Abell 1674.

## Galleria d'immagini

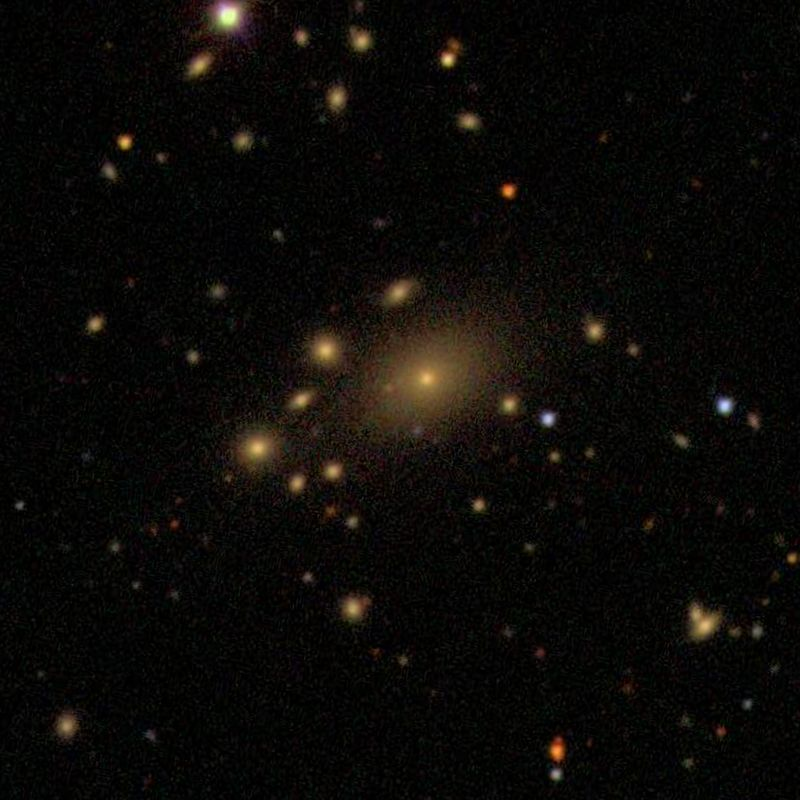
Abell 1302
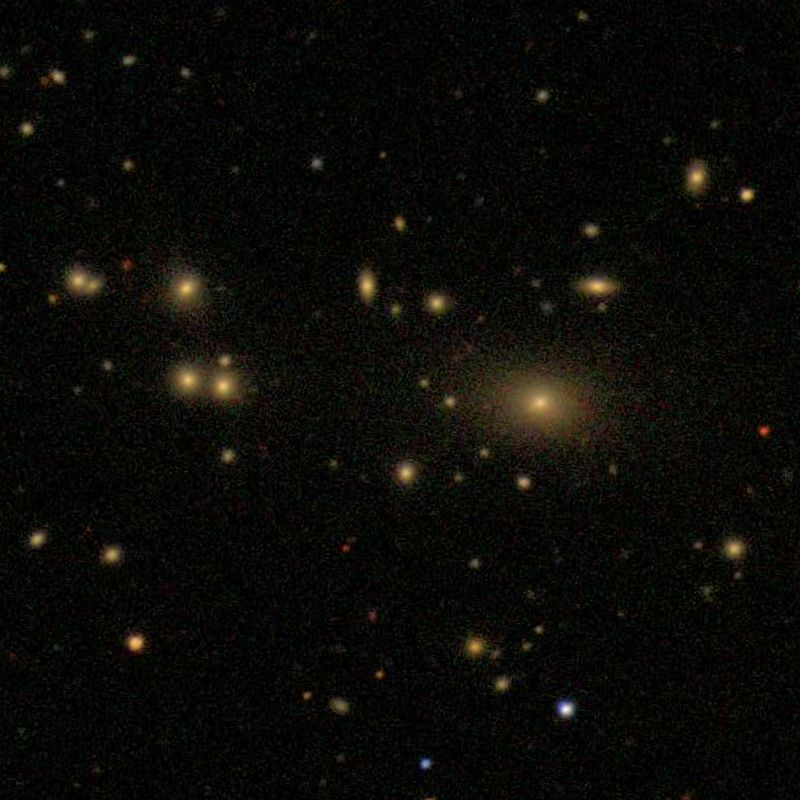
Abell 1366
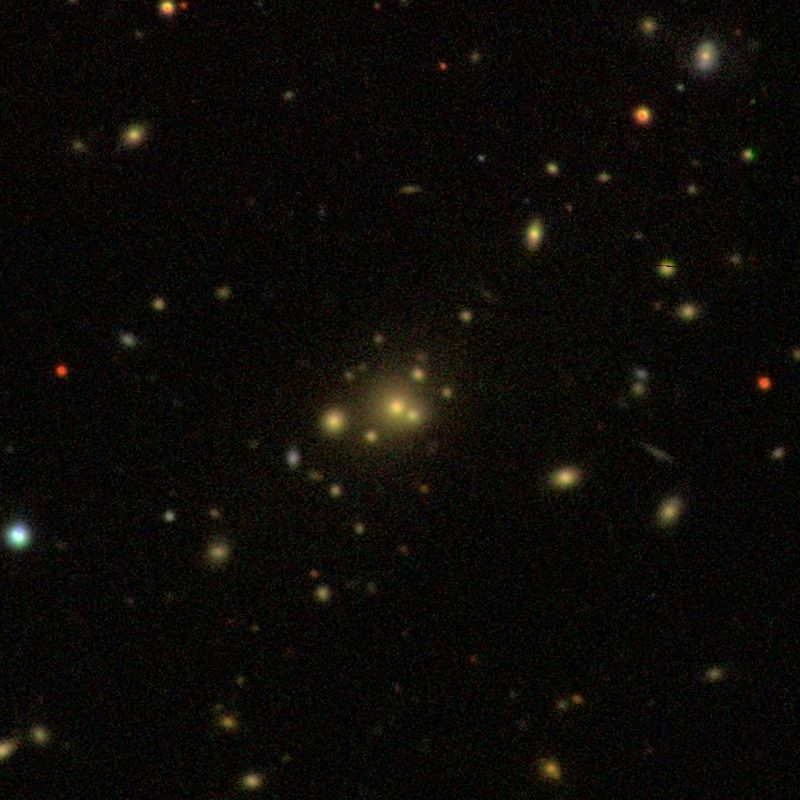
Abell 1446
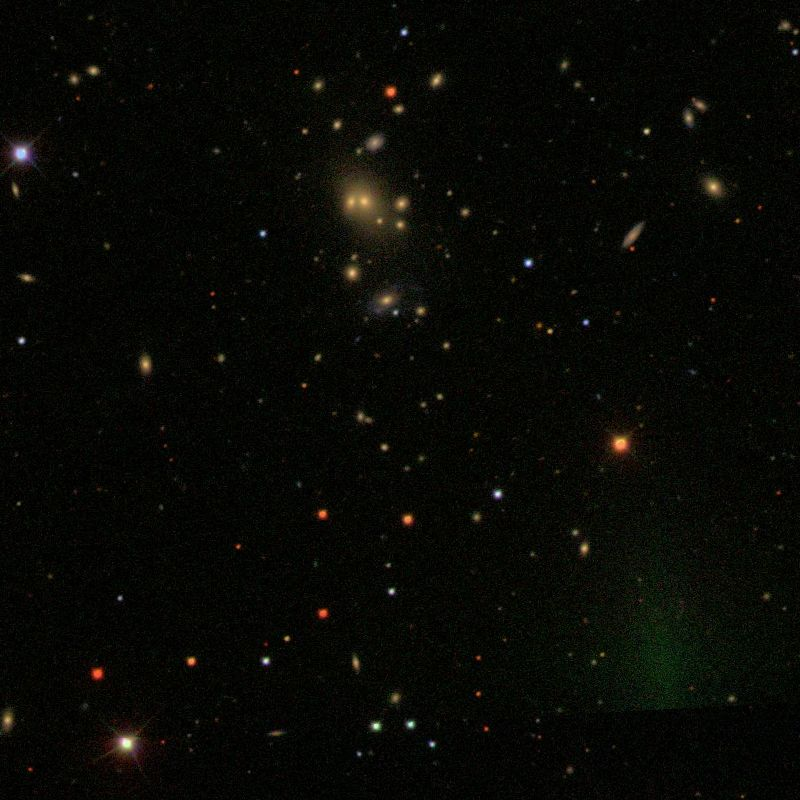
Abell 1559
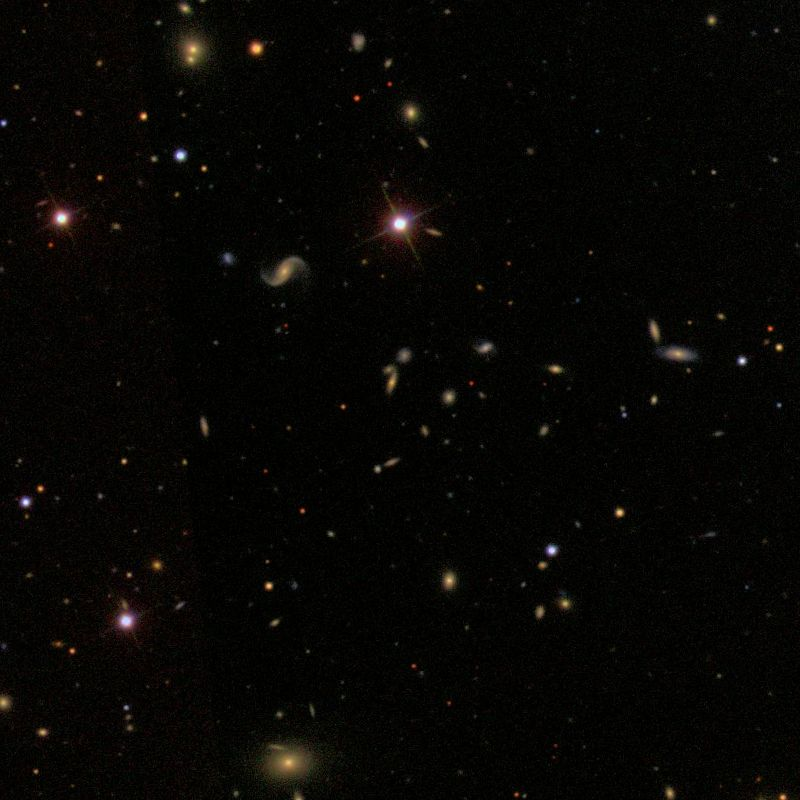
Abell 1621
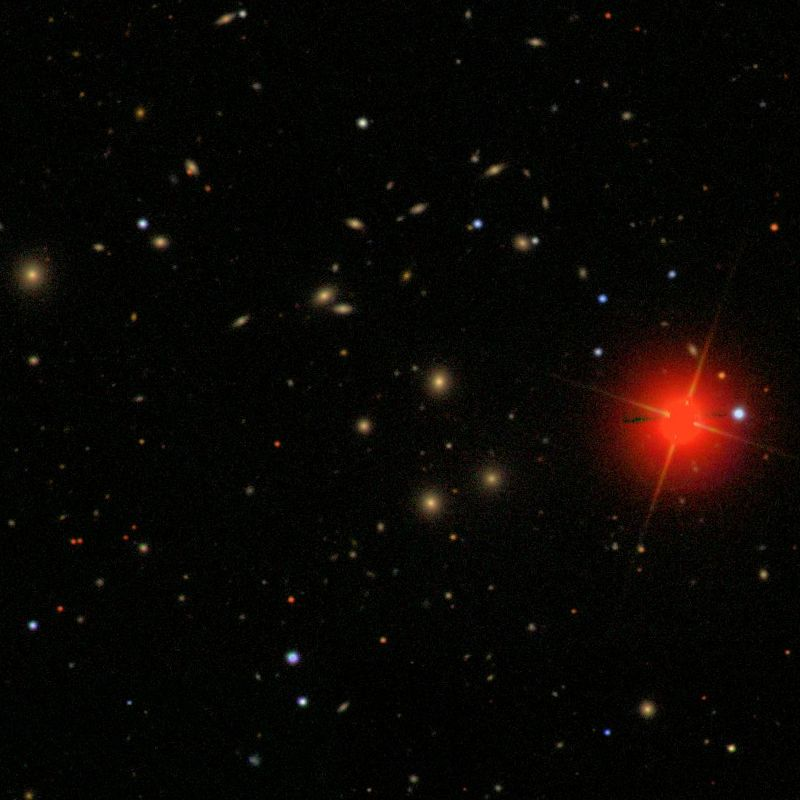
Abell 1566
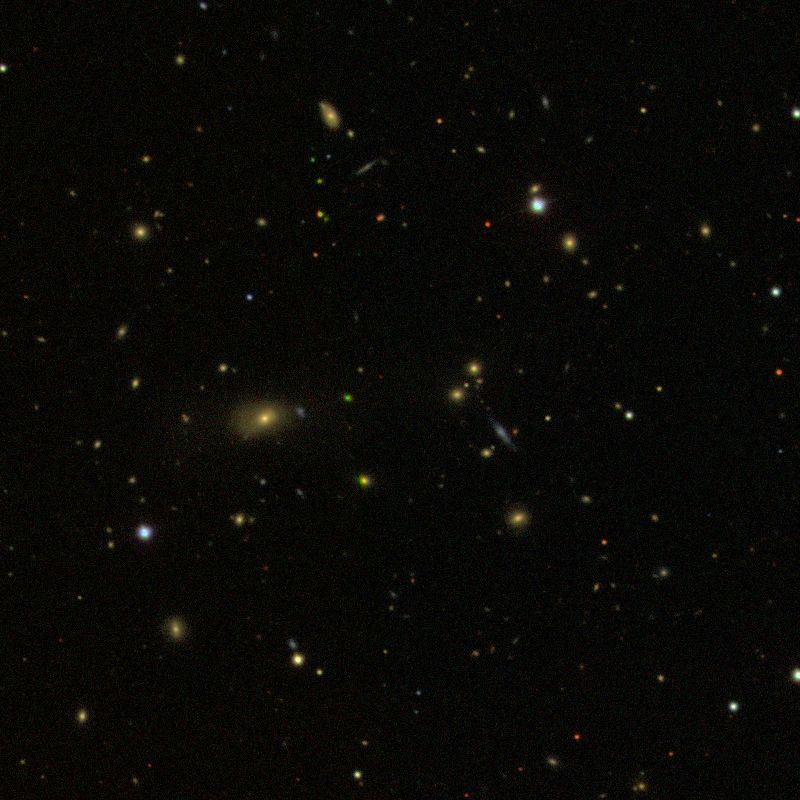
Abell 1646
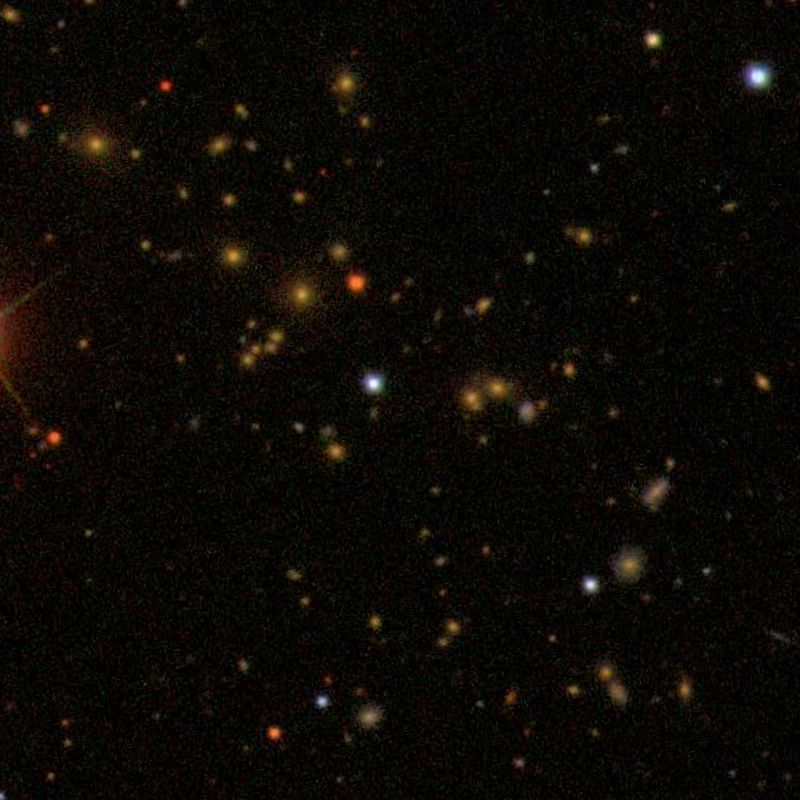
Abell 1674